# خافيير شاكون
خافيير شاكون (بالإسبانية: Javier Chacón)‏ هو مدير رياضي ‏ إسباني، ولد في 29 يوليو 1985 في فيليس-روبايو في إسبانيا.

## وصلات خارجية
- خافيير شاكون على موقع الاتحاد الدولي للدراجات (الإنجليزية)
- خافيير شاكون على موقع أرشيف الدراجات (الإنجليزية)
- خافيير شاكون على موقع إحصائيات الدراجات الإحترافية (الإنجليزية)
- خافيير شاكون على موقع نسبة الدراجات (الإنجليزية)